# 甲基丙烯酰辅酶A
甲基丙烯酰辅酶A 英語： 是一种缬氨酸的代谢中间产物。